# MLS Cup 2020
MLS Cup 2020 fue la edición número 25 de la MLS Cup, el partido por el campeonato de la Major League Soccer (MLS), y se jugó en el Mapfre Stadium en Columbus, Ohio. El partido estaba originalmente programado para el 7 de noviembre de 2020, pero se pospuso hasta el 12 de diciembre debido a la pandemia de COVID-19 y al calendario ajustado de la temporada de la MLS. El partido fue disputado por Columbus Crew SC y Seattle Sounders FC, los campeones defensores de la Copa MLS 2019.
Se permitió asistir al partido a una multitud limitada de 1500 espectadores; fue el último partido de playoffs jugado en el Estadio Mapfre, que fue reemplazado por un nuevo estadio en 2021. Ambos equipos habían ganado previamente la Copa MLS y fueron cedidos para albergar sus partidos de playoffs en sus respectivos estadios locales.
Columbus Crew ganó 3–0 para asegurar su segundo MLS cup, puntuando dos veces en el primer medio e impidiendo un Sounders retorno en la segunda mitad. MLS cup MVP fue para Lucas Zelarayán puntuó dos objetivos y proporcionados un asistir a Derrick Etienne. el entrenador del Colombus Caleb Porter devenía el tercer entrenador para ganar el MLS cup con equipos diferentes, repitiendo su hazaña de 2015, donde el Portland Timbers fue  derrotado por el Columbus Crew otra vez de local en el Estadio Mapfre.

## Ruta de los finalistas
| Pos | Equipos                | PJ | Pts | PPG  |
| --- | ---------------------- | -- | --- | ---- |
| 1   | Philadelphia Union     | 23 | 47  | 2.04 |
| 2   | Toronto FC             | 23 | 44  | 1.91 |
| 3   | Columbus Crew (C)      | 23 | 41  | 1.78 |
| 4   | Orlando City SC        | 23 | 41  | 1.78 |
| 5   | New York City FC       | 23 | 39  | 1.70 |
| 6   | New York Red Bulls     | 23 | 32  | 1.39 |
| 7   | Nashville SC           | 23 | 32  | 1.39 |
| 8   | New England Revolution | 23 | 32  | 1.39 |

| Pos | Equipos              | PJ | Pts | PPG  |
| --- | -------------------- | -- | --- | ---- |
| 1   | Sporting Kansas City | 21 | 39  | 1.86 |
| 2   | Seattle Sounders FC  | 22 | 39  | 1.77 |
| 3   | Portland Timbers     | 23 | 39  | 1.70 |
| 4   | Minnesota United FC  | 21 | 34  | 1.62 |
| 5   | Colorado Rapids      | 18 | 28  | 1.56 |
| 6   | FC Dallas            | 22 | 34  | 1.55 |
| 7   | Los Angeles FC       | 22 | 32  | 1.45 |
| 8   | San Jose Earthquakes | 23 | 30  | 1.30 |

## Local

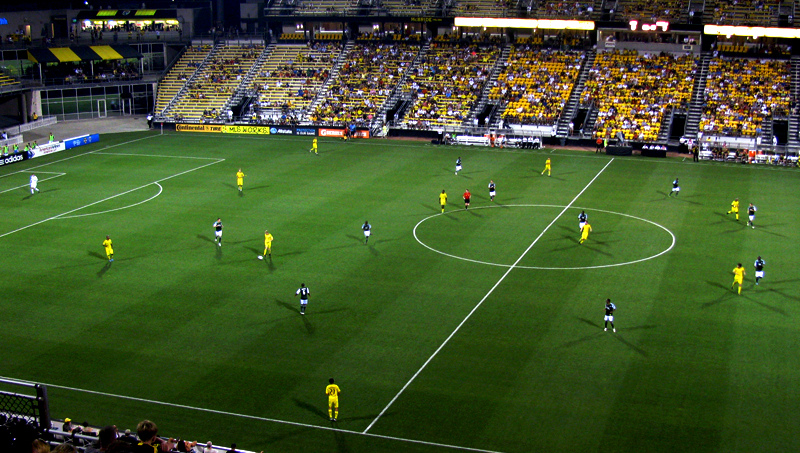
Mapfre Estadio sede de la final

El MLS cup se jugó en Mapfre Estadio, la localia del Columbus Crew, quién acabó al frente de la Seattle Sounders en puntos por juego. Abra en 1999 cuando el primer fútbol-estadio concreto para ser construido para un MLS equipo y estuvo reemplazado durante la 2021 estación por el nuevo Lower.com Campo en el Distrito de #Arena. Mapfre Estadio anteriormente fue sede de la MLS Cup 2001 y 2015. Debido al COVID-19  y la pandemia, 20,000 asientos estuvo limitado a 1,500 espectadores en distanciados sentandos con controles locales. Más temprano en la estación, MLS los oficiales también habían preparado planes de contingencia para mover el MLS cup a un local neutro, como Exploria Estadio en Orlando, Florida, no se pudo al tener por restringió a todas las actividades deportivas. Un un comunicado estatal acerca del COVID-19 emitió un toque de queda hasta mediados de diciembre, por el  gobernador de Ohio Mike DeWine eximió el partido y otros acontecimientos deportivos de ligas nacionales  de alcance comercial.

## Transmisión
El partido estuvo retransmitido en inglés por Zorro en los Estados Unidos y TSN en Canadá. UniMás Y Univision Deportes llevó la emisión española en los Estados Unidos, mientras TVA los deportes llevaron la emisión francesa en Canadá. El partido era también retransmitido en 190 países por varias redes internacionales, incluyendo ESPN Latinoamérica, BeIN Deportes, y Abu Dhabi Deportes. El MLS final de Taza estuvo mirada por 1.071 millones de espectadores encima Zorro, un aumento de 30 por ciento de 2019, y 459,000 en UniMás en los Estados Unidos.

## Partido

### Pre-Partido
Dos vísperas el partido, el Colón Tripulación anunció que dos jugadores habían probado positivos para COVID-19 y no sería capaz de jugar; Darlington Nagbe, Pedro Santos, y Vito Wormgoor estuvo listado cuando siendo "médicamente no aclarado para jugar". Ocho Colón jugadores anteriormente había probado positivo para COVID durante el MLS Play off de Taza, pero recuperado y estuvo dejado para jugar. El Sounders también anunció que defensor Xavier Arreaga, quién no había jugado en el play off, perdería el partido cuando  haya quedado en Seattle para aguardar el nacimiento de su niño. Seattle estuvo nombrada como favoritos para ganar el MLS Taza por FiveThirtyEight, ESPN FC, y EE.UU. Hoy basados en su experiencia y más fuerte proyectado lineup.
Jair Marrufo estuvo anunciado como el árbitro de cabeza para el partido, habiendo anteriormente officiated dos MLS finales de Taza en 2006 y 2015, el últimos del cual era también aguantado en Mapfre Estadio. Kathryn Nesbitt estuvo anunciada como un árbitro de ayudante, deviniendo la primera mujer a árbitro un partido de campeonato en los deportes de los hombres profesionales norteamericanos.

### Resumen
El partido arrancó a las 8:30 pm Hora del Este en Mapfre Stadium frente a 1.500 espectadores. Ambos equipos alinearon su alineación titular en una formación 4–2–3–1, con Columbus haciendo varios cambios clave, incluido el titular Aidan Morris, de 19 años, estableciendo un récord para el abridor más joven de la Copa MLS; Seattle tuvo una alineación sin cambios desde la final de la conferencia. A balón parado y se realizó el primer gran disparo a puerta, ya que el disparo de Gyasi Zardes por rebote de tiro de esquina en el minuto 17 fue detenido por Stefan Frei; un contraataque inmediato de los Sounders provocó un disparo de Jordan Morris desde fuera del área de penalti que se desvió de la portería.
Columbus abrió el marcador en el minuto 25 después de que un centro al poste de Harrison Afful encontró a Lucas Zelarayán, cuya volea con la zurda entró en la portería tras desviar a Frei. El Crew amplió su ventaja seis minutos después cuando Zelarayán recibió un remate de cabeza despejado en la parte superior del área penal, fingió un tiro y le dio un pase a Derrick Etienne, quien anotó con un tiro rizado. Después de que los intentos de Nouhou para Seattle y Aidan Morris para Columbus se desviaran por encima de la meta, la primera mitad terminó en 2-0. El Crew entró al medio tiempo con una ventaja de 8-2 en tiros y la mayoría de la posesión.
El Sounders trajo en leftback Brad Smith y centrocampista Gustav Svensson en entretiempo y tuvo varios unsuccessful posibilidades de puntuar, incluyendo dos Cristian Roldan tiros y un deflection de Afful aquello convirtió en un chut de esquina concedido en vez de un objetivo propio. Después de que unos cuantos perdió intentos de Colón, capitán de Seattle Nicolás Lodeiro recibió un puesto-fuera pelota de Jordania Morris en la parte superior del área de pena que  convierta para un ancho disparado en el 71.º minuto que por poco perdió el correo exterior. Svensson Añadió su intento propio con un encabezamiento tres minutos más tarde que también fue ancho.
Habitación de Eloy de portero de Colón hizo un un-entregó salvar en un encabezamiento de Jordania Morris en el 80.º minuto para preservar un shutout. Dos minutos más tarde, Zelarayán recibió un pase de Luis Díaz y puntuado su segundo objetivo del partido con un izquierdo-footed, superior-acorralar disparado para extender la ventaja a tres objetivos. El Sounders finalmente tomó la mayoría de posesión pero era incapaz de convertir sus posibilidades restantes, incluyendo una huelga de distancia larga de Raúl Ruidíaz en tiempo de descuento, a un objetivo de consuelo. Columbus ganó 3–0, sellando su segundo MLS cup.

### Detalles
| MLS Cup; 12 de diciembre de 2020                | Columbus Crew SC                | 3:0 (2:0) | Seattle Sounders FC | Mapfre Stadium, Columbus, Ohio | |
|                                                 | Zelarayán 25' 82' · Etienne 31' | Reporte   |                     | Asistencia: 1500 espectadores Árbitro(s): Jair Marrufo Árbitros asistentes: Corey Parker y Kathryn Nesbitt VAR: Alex Chilowicz Árbitros asistentes del VAR: Cory Richardson y Drew Fischer Árbitro de ayudante: Fabio Tovar | Asistencia: 1500 espectadores Árbitro(s): Jair Marrufo Árbitros asistentes: Corey Parker y Kathryn Nesbitt VAR: Alex Chilowicz Árbitros asistentes del VAR: Cory Richardson y Drew Fischer Árbitro de ayudante: Fabio Tovar |
| MLS Cup MVP: Lucas Zelarayán (Colombus Crew SC) |                                 |           |                     | | |

|  |  |

| GK           | 1  | Eloy Room           |  |     |
| RB           | 25 | Harrison Afful      |  |     |
| CB           | 4  | Jonathan Mensah (c) |  |     |
| CB           | 3  | Josh Williams       |  |     |
| LB           | 19 | Milton Valenzuela   |  |     |
| CM           | 21 | Aidan Morris        |  |     |
| CM           | 8  | Artur               |  | 88' |
| RW           | 12 | Luis Díaz           |  | 90' |
| AM           | 10 | Lucas Zelarayán     |  |     |
| LW           | 22 | Derrick Etienne     |  | 83' |
| CF           | 11 | Gyasi Zardes        |  |     |
| Substitutes: |    |                     |  |     |
| GK           | 13 | Andrew Tarbell      |  |     |
| DF           | 14 | Waylon Francis      |  | 90' |
| DF           | 30 | Aboubacar Keita     |  |     |
| MF           | 16 | Hector Jiménez      |  | 83' |
| MF           | 20 | Emmanuel Boateng    |  |     |
| MF           | 26 | Fatai Alashe        |  | 88' |
| MF           | 34 | Youness Mokhtar     |  |     |
| FW           | 9  | Fanendo Adi         |  |     |
| FW           | 29 | Krisztián Németh    |  |     |
| Manager:     |    |                     |  |     |
| Caleb Porter |    |                     |  |     |

| GK              | 24 | Stefan Frei          |     |     |
| RB              | 16 | Alex Roldan          |     | 60' |
| CB              | 28 | Yeimar Gómez Andrade |     |     |
| CB              | 27 | Shane O'Neill        |     | 77' |
| LB              | 5  | Nouhou Tolo          |     | 46' |
| CM              | 7  | Cristian Roldan      |     |     |
| CM              | 6  | João Paulo           | 28' | 60' |
| RW              | 33 | Joevin Jones         |     | 46' |
| AM              | 10 | Nicolás Lodeiro (c)  |     |     |
| LW              | 13 | Jordan Morris        |     |     |
| CF              | 9  | Raúl Ruidíaz         |     |     |
| Substitutes:    |    |                      |     |     |
| GK              | 30 | Stefan Cleveland     |     |     |
| DF              | 2  | Brad Smith           | 49' | 46' |
| DF              | 18 | Kelvin Leerdam       |     | 60' |
| DF              | 29 | Román Torres         |     |     |
| DF              | 94 | Jimmy Medranda       |     | 77' |
| MF              | 4  | Gustav Svensson      |     | 46' |
| MF              | 8  | Jordy Delem          |     |     |
| MF              | 11 | Miguel Ibarra        |     |     |
| FW              | 17 | Will Bruin           |     | 60' |
| Manager:        |    |                      |     |     |
| Brian Schmetzer |    |                      |     |     |

| Reglas de partido - 90 minutos. - 30 minutos de tiempo extra si es necesario. - Tiros desde el punto penal si no se desempata en 120 minutos. - Máximo de nueve suplentes. - Máximo de cinco sustituciones, con un sexto dejados en tiempo extra. |

|                                  |
| Bandera de Ohio                  |
| Campeón Columbus Crew 2.º título |